# Tomah
Tomah település az Amerikai Egyesült Államok Wisconsin államában, Monroe megyében. Lakosainak száma 9570 fő (2020. április 1.).

## Közlekedés
A települést érinti az Amtrak egyik távolsági vasúti járata is, az Empire Builder.

## Népesség
A település népességének változása:

| 2010 | 9 093 |
| 2020 | 9 570 |